# Livet-en-Saosnois
Livet-en-Saosnois är en kommun i departementet Sarthe i regionen Pays de la Loire i nordvästra Frankrike. Kommunen ligger i kantonen Saint-Paterne som tillhör arrondissementet Mamers. År 2022 hade Livet-en-Saosnois 65 invånare.

## Befolkningsutveckling
Antalet invånare i kommunen Livet-en-Saosnois
| Referens: INSEE |